# Павел (Фокин)
Митрополи́т Па́вел (в миру Павел Семёнович Фокин; 9 января 1956, посёлок Кучеровка, Глуховский район, Сумская область, Украина) — архиерей Русской православной церкви, митрополит Ханты-Мансийский и Сургутский, глава Ханты-Мансийской митрополии, а также митрополит Манильский и Ханойский.

## Биография
Родился 9 января 1956 года в посёлке Кучеровка Глуховского района Сумской области Украины в православной семье.
В 1974—1976 годах служил в рядах Советской армии.
С 1981 года работал регентом детского хора и хора педагогов средней школы.
В 1985 году переехал в Ленинград. Был активным прихожанином Преображенского собора Ленинграда, где нёс послушание псаломщика.
В 1989 году поступил в Ленинградскую духовную семинарию по рекомендации настоятеля Преображенского собора, профессора Ленинградской духовной академии протоиерея Николая Гундяева.
В 1992 году по окончании семинарии поступил в Ленинградскую духовную академию. В 1996 году защитил кандидатскую диссертацию на тему «Мальтийский орден и его историческое развитие».
21 сентября 1996 года рукоположён во диакона архиепископом Костромским и Галичским Александром (Могилёвым), 27 сентября — во пресвитера.
8 октября 1996 года пострижен в монашество с именем Павел в честь преподобного Павла, Обнорского и Комельского.
31 октября 1996 года утверждён в должности наместника Свято-Троицкого Ипатьевского мужского монастыря города Костромы.
17 октября 1997 года возведён в сан игумена, 21 мая 1998 года — в сан архимандрита.
Был инициатором передачи Костромской епархии всех зданий, расположенных на территории музея-заповедника «Ипатьевский монастырь». Этот процесс вызвал большой и длительный конфликт между епархией и сотрудниками музея. Добился, чтобы после вмешательства федеральных властей решение было принято в пользу Церкви. По словами клирика Костромской епархии: «Конфликт случился, в том числе, и потому, что там был музей периода советской истории. Там в числе экспонатов стояли пулеметы, различные винтовки. И мы долгое время добивались, чтобы подобного рода экспозиции на территории монастыря не находилось. Конфликт шёл несколько лет. И полностью разрешился, уже когда архимандрит Павел был командирован в США. Но могу сказать, что решающими стали именно те переговоры, которые проводил он. А в Москву он ездил часто».
С 16 октября 2002 по 15 января 2003 года нёс послушание помощника начальника Русской духовной миссии в Иерусалиме без отрыва от управления монастырём.
26 декабря 2003 года освобождён от должности наместника Свято-Троицкого Ипатьевского монастыря и назначен настоятелем Свято-Николаевского собора в городе Сан-Франциско (США).
21 августа 2007 года освобождён от должности настоятеля Свято-Николаевского собора города Сан-Франциско и назначен на должность настоятеля Свято-Николаевского ставропигиального прихода города Рима.

### Архиерейское служение
30 мая 2011 года решением Священного синода избран епископом новообразованной Ханты-Мансийской и Сургутской епархии. 11 июня в тронном зале патриарших покоев Троице-Сергиевой лавры состоялся чин наречения. 12 июня в Успенском соборе Троице-Сергиевой лавры хиротонисан во епископа Ханты-Мансийского и Сургутского. Хиротонию совершали патриарх Московский и всея Руси Кирилл; митрополиты Крутицкий и Коломенский Ювеналий (Поярков), Саранский и Мордовский Варсонофий (Судаков), Астанайский и Казахстанский Александр (Могилёв); архиепископы Тверской и Кашинский Виктор (Олейник), Истринский Арсений (Епифанов), Тобольский и Тюменский Димитрий (Капалин), Верейский Евгений (Решетников), Ярославский и Ростовский Кирилл (Наконечный), Сергиево-Посадский Феогност (Гузиков); епископы Зарайский Меркурий (Иванов), Солнечногорский Сергий (Чашин), Ейский Герман (Камалов). 17 июня епископ Павел прибыл в Ханты-Мансийск
С 12 по 23 декабря 2011 года слушал двухнедельные курсы повышения квалификации для новоизбранных архиереев Русской православной церкви в Общецерковной аспирантуре и докторантуре имени святых равноапостольных Кирилла и Мефодия.
25 декабря 2014 года решением Священного синода из состава Ханты-Мансийской епархии была выделена Югорская епархия и образована Ханты-Мансийская митрополия, главой которой был назначен епископ Павел.
1 февраля 2015 года в кафедральном соборном храме Христа Спасителя в Москве патриархом Московским и всея Руси Кириллом возведён в сан митрополита.
В июне 2017 года Павел разослал по Ханты-Мансийской митрополии письмо, в котором благословил сбор подписей за запрет производства и проката фильма «Матильда». Письмо Павла было направлено всем благочинным, настоятелям приходов и настоятельнице женского монастыря. В письме Павел сообщал, что фильм является «сознательной антиисторической подделкой, направленной на дискредитацию, глумление и клевету, на формирование вполне определённого ложного образа Российского императора Николая II и членов его Семьи». По мнению Павла, картина не только оскорбляет чувства верующих, но и наносит «серьёзный вред нравственному состоянию общества».
В августе 2019 года указом патриарха Кирилла назначен исполняющим обязанности временно управляющего Филиппинско-Вьетнамской епархией Патриаршего экзархата Юго-Восточной Азии, о чём стало известно 7 августа, когда он прибыл в Манилу. 30 августа решением Священного синода «в дополнение к несомому послушанию» назначен управляющим Филиппинско-Вьетнамской епархией «с именованием титула в пределах указанной епархии „Манильский и Ханойский“». При этом новорукоположённые клирики Филиппинско-Вьетнамской епархии стали приезжать в Ханты-Мансийск для прохождения богослужебной практики.
16 марта 2023 года, в связи с переводом епископа Югорского и Няганского Фотия (Евтихеева) на Великоустюжскую кафедру, митрополиту Павлу поручено временное управление Югорской епархией.
Публично критиковал заместителя губернатора ХМАО Елену Шумакову в развращении молодёжи, а правительство Натальи Комаровой — в неэффективном использовании бюджетных денег, в частности из-за съёмок фильма ужасов про демона и организации косплей-фестиваля «Югракон», которые проходили в Сургутском районе. После этого губернатор Комарова перестала посещать службы митрополита, а при непосредственном участии Шумаковой было принято решение об отмене в детских садах и школах образовательной программы «Социокультурные истоки», которую долгие годы продвигал митрополит Павел. Последний жёстко отреагировал на действия чиновников. Конфликт окончился отставкой Комаровой 30 мая 2024 года. После этого митрополит Павел направил Руслану Кухаруку поздравление с назначением его врио губернатора ХМАО.

## Награды
- Медаль ордена «За заслуги перед Отечеством» II степени (23 ноября 2020) — за большой вклад в сохранение и развитие духовно-нравственных и культурных традиций, многолетнюю плодотворную деятельность[13]
- Почётный гражданин Ханты-Мансийского автономного округа — Югры (24 ноября 2022) — за активную общественную и благотворительную деятельность, значительный вклад в сохранение и развитие православной культуры и укрепление духовно-нравственных традиций в Ханты-Мансийском автономном округа — Югре